# وادی هور
وادی هور یا نیل زرد یک وادی (خشک‌رود) در سودان و چاد است.

## جغرافیا
منشأ آن در منطقه اندی چاد است. وادی هور از ایالت‌های شمال دارفور و شمالیه در کشور سودان می‌گذرد تا به شمال نیل رسد و در پیچ بزرگ روبروی دنقله قدیم سر در آرد. این وادی بیش از ۱۱۰۰ کیلومتر طول دارد : ۲۵  و در جهت غرب به شرق در سراسر حاشیه جنوبی صحرای لیبی، معمولاً ۲۵ میلی‌متر بارندگی در سال دریافت می‌کند.

## دوره هولوسن

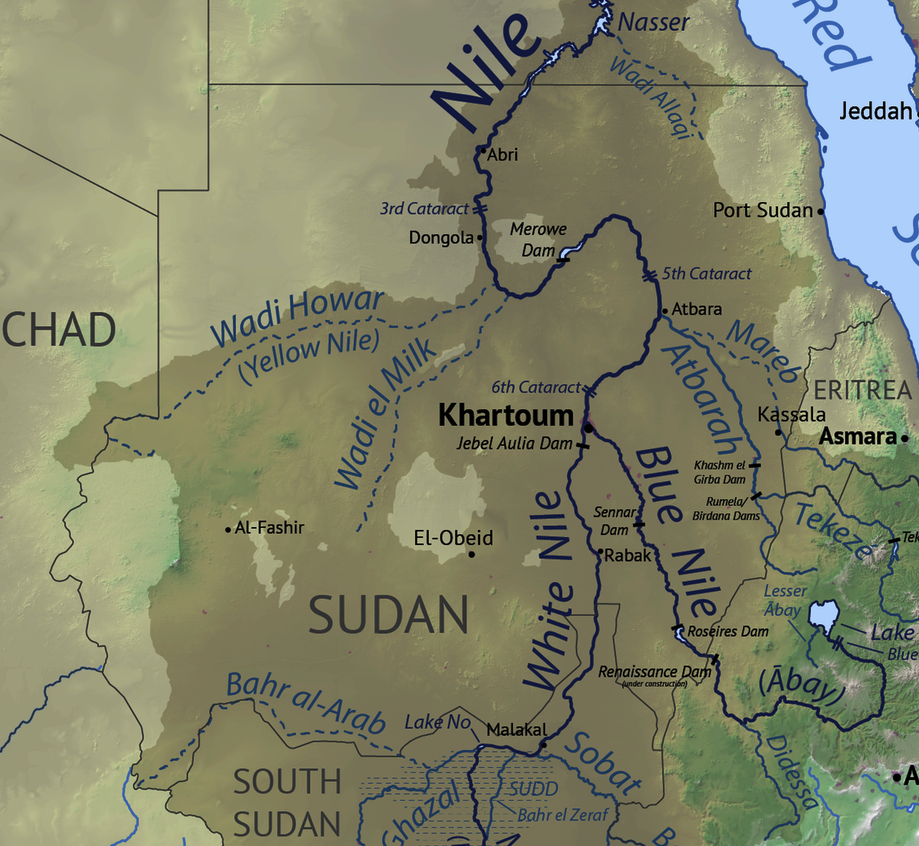
نقشه شاخه‌های نیل در سودان امروزی

وادی هور بقایای رود باستانی نیل زرد است که شاخه ای از رود نیل در طول دوره پربارش آفریقا از حدود ۹۵۰۰ تا ۴۵۰۰ سال پیش است. در آن زمان جانوران ساوانا و دامداران این منطقه را اشغال کرده بودند و حاشیه جنوبی صحرا حدود ۵۰۰ کیلومتر (۳۱۰ مایل) شمال‌تر از امروز بود. زمانی که صحرا بین ۶۰۰۰ تا ۴۰۰۰ سال پیش دچار بیابان‌زایی شد، وادی ابتدا، همان‌طور که در نقشه جهان بطلمیوس نشان داده شده است، به زنجیره‌ای از دریاچه‌ها و مرداب‌های آب شیرین تبدیل شد سپس حدود ۲۰۰۰ سال پیش محو شد. : ۲۸ 

## باستان‌شناسی
مکان‌های ماقبل تاریخ فراوان ، وادی هور را به‌عنوان یک منطقه سکونتگاهی مورد علاقه رشته‌های زیست‌محیطی و یک مسیر ارتباطی بین مناطق داخلی آفریقا و دره نیل تبدیل کرده است. : ۳۱  تنها مکان باستان‌شناسی وادی هور که تاکنون به‌طور کامل مورد بررسی قرار گرفته در جلا ابو احمد است.